# Внеочередные выборы (США)
Внеочередные выборы — это всеобщие выборы в Соединенных Штатах, которые проводятся тогда, когда не проходят выборы президента и промежуточные выборы. Почти все внеочередные выборы проводятся в нечетные годы. Иногда термин «внеочередные» используется для обозначения промежуточных выборов.
В нечетные годы редко проводятся выборы в какие-либо федеральные органы власти, некоторые штаты — выборы в законодательные органы и несколько штатов — выборы губернатора. Вместо этого большинство этих выборов проводится на уровне округов и муниципалитетов.
В избирательной бюллетени числятся мэры, различные гражданские инициативы и множество других местных общественных должностей.
Также могут проводиться специальные выборы для заполнения вакансий в различных федеральных, штатных и местных органах власти.
Поскольку внеочередные выборы обычно сопровождаются гораздо меньшим ажиотажем, чем президентские или промежуточные выборы, явка избирателей на них гораздо ниже, чем в четные годы, и они приносят выгоду хорошо организованным группам интересов.

## Выборы в федеральные органы
Постоянные выборы в Сенат и Палату представителей всегда проводятся по четным годам. Выборы на эти должности проводятся по нечетным годам только в случае проведения специальных выборов — как правило, в связи с отставкой или смертью политика, занимающего какую-либо должность.
Специальные выборы никогда не проводятся с целью выбора президента США. Если президент умирает, уходит в отставку или отстраняется от должности (в результате импичмента), его преемник определяется в соответствии с порядком преемственности президентства, как это предусмотрено Конституцией США и Законом о преемственности президента, и исполняет обязанности до конца президентского срока.

## Выборы в органы штата
Пять штатов избирают своих губернаторов на четырёхлетний срок во время внеочередных выборов: Кентукки, Луизиана, Миссисипи, Нью-Джерси и Вирджиния. Кентукки, Луизиана и Миссисипи проводят свои губернаторские выборы между перед президентскими выборами (напр., 2019 год). Нью-Джерси и Вирджиния проводят свои выборы через год после президентских выборов (напр., 2021 год).
Луизиана, Миссисипи, Нью-Джерси и Вирджиния также проводят внеочередные выборы в законодательные органы штата.
Основная причина, по которой данные штаты проводят свои выборы в нечетные годы, заключается в том, что тогда уменьшается вероятность того, что они будут затронуты федеральной властью и влиянием.
Внеочередные выборы в некоторых штатах также могут сопровождаться разнообразными гражданскими инициативами и специальными выборами на различные должности в штате. В штатах также могут быть разрешены выборы, при которых голосующие могут отстранять от должности должностное лицо (например, выборы по отзыву губернатора Калифорнии в 2021 году).

## Выборы в муниципальные органы
Большинство выборов, проводимых в нечетные и нечетные годы, — это выборы на муниципальном и местном уровнях. Во многих городах страны выборы мэров и других местных чиновников проводятся в нечетные годы. Однако, в целях удобства и экономии средств, многие другие городские и местные органы власти могут вместо этого проводить свои выборы в четные годы, чтобы они совпали с президентскими или промежуточными выборами.

## Сравнение с другими всеобщими выборами в США

##### Основная ротациявсеобщих выборов в США(только с фиксированным сроком полномочий)
| Год                                                | 2020 | 2021                           | 2022 | 2023                                              | 2024 |
| Вид                                                | Президентские выборы | Внеочередные выборы            | Промежуточные выборы | Внеочередные выборы                               | Президентские выборы |
| -------------------------------------------------- | --- | ------------------------------ | --- | ------------------------------------------------- | --- |
| Президент                                          | Да | Нет                            | Нет | Нет                                               | Да |
| Сенат                                              | 33 места | Нет                            | 34 места | Нет                                               | 33 места |
| Палата Представителей                              | 435 мест | Нет                            | 435 мест | Нет                                               | 435 мест |
| Губернатор                                         | 11 штатов, 2 территории: Делавэр, Индиана, Миссури, Монтана, Нью-Гэмпшир, Северная Каролина, Северная Дакота, Юта, Вермонт, Вашингтон, Западная Виргиния, Американское Самоа, Пуэрто-Рико | 2 штата: Нью-Джерси, Виргиния  | 36 штатов, округ Колумбия, 3 территории: Алабама,Аляска, Аризона, Арканзас, Калифорния, Колорадо,Коннектикут, Флорида, Джорджия, Гавайи, Айдахо, Иллинойс, Айова, Канзас, Мэн, Массачусетс, Мичиган, Миннесота, Небраска, Невада, Нью-Гэмпшир, Нью-Мехико, Нью-Йорк, Огайо, Оклахома, Орегон, Пенсильвания, Орегон, Род-Айленд, Южная Каролина, Южная Дакота, Теннесси, Техас, Вермонт, Висконсин, Вайоминг, округ Колумбия, Гуам, Гуам, Северные Марианские Острова, Виргинские острова | 3 штата: Кентукки, Луизиана, Миссиссиппи          | 11 штатов, 2 территории: Делавэр, Индиана, Миссури, Монтана, Нью-Гэмпшир, Северная Каролина, Северная Дакота, Юта, Вермонт, Вашингтон, Западная Виргиния, Американское Самоа, Пуэрто-Рико |
| Вице-губернатор                                    | 5 штатов, 1 территория: Дэлавер, Миссури, Северная Каролина, Вермонт, Вашингтон, Американская Самоа | 1 штат: Вирджиния              | 10 штатов: Алабама, Арканзаса, Калифорния, Джорджия, Айдахо, Невада, Оклахома, Род-Айленд,Техас, Вермонт | 2 штата: Луизиана, Миссиссиппи                    | 5 штатов, 1 территория: Дэлавер, Миссури, Северная Каролина, Вермонт, Вашингтон, Американская Самоа |
| Статс-секретарь                                    | 8 штатов: Миссури, Монтана, Северная Каролина, Орегон, Пенсильвания, Вермонт, Вашингтон, Западная Виргиния | Нет                            | 26 штатов: Алабама, Аризона, Арканзас, Калифорния, Колорадо, Коннектикут, Джорджия, Айдахо, Иллинойс, Индиана, Айова, Массачусетс, Мичиган, Канзас, Миннесота, Небраска, Невада, Нью-Мехико, Северная Дакота, Огайо, Род-Айленд, Южная Каролина, Техас, Вермонт, Висконсин, Вайоминг | 2 штата: Кентукки, Миссиссиппи                    | 8 штатов: Миссури, Монтана, Северная Каролина, Орегон, Пенсильвания, Вермонт, Вашингтон, Западная Виргиния |
| Генеральный прокурор штата                         | 10 штатов: Индиана, Миссури, Монтана, Северная Каролина, Орегон, Пенсильвания, Юта, Вермонт, Вашингтон, Западная Виргиния | 1 штат: Западная Виргиния      | 29 штатов, округ Колумбия, 2 территории: Алабама, Аризона, Арканзас, Калифорния, Колорадо, Коннектикут, Флорида, Джорджия, Айдахо, Иллинойс, Айова, Канзас, Мэрилэнд, Массачусетс, Мичиган, Миннесота, Небраска, Невада, Нью-Мехико, Нью-Йорк, Северная Дакота, Огайо, Оклахома, Род-Айленд, Южная Каролина, Техас, Висконсин, Вайоминг, Округ Колумбия, Гуам, Северные Марианские Острова | 2 штата: Кентукки, Миссиссиппи                    | 10 штатов: Индиана, Миссури, Монтана, Северная Каролина, Орегон, Пенсильвания, Юта, Вермонт, Вашингтон, Западная Виргиния |
| Казначей штата                                     | 9 штатов: Миссури, Северная Каролина, Северная Дакота, Орегон, Миссури, Миссури, Пенсильвания, Юта, Вермонт, Вашингтон, Западная Виргиния | Нет                            | 23 штата: Алабама, Аризона, Арканзас, Калифорния, Колорадо, Коннектикут, Флорида, Джорджия, Айдахо, Иллинойс, Индиана, Айова, Канзас, Мэрилэнд, Массачусетс, Мичиган, Миннесота, Небраска, Невада, Нью-Мехико, Нью-Йорк, Северная Дакота, Огайо, Оклахома, Род-Айленд, Южная Каролина, Вермонт, Висконсин, Вайоминг | 2 штата: Кентукки, Миссиссиппи                    | 9 штатов: Миссури, Северная Каролина, Северная Дакота, Орегон, Миссури, Миссури, Пенсильвания, Юта, Вермонт, Вашингтон, Западная Виргиния |
| Контроллер штата                                   | Нет | Нет                            | 8 штатов: Калифорния, Коннектикут, Иллинойс, Мэриленд, Невада, Нью-Йорк, Южная Каролина, Техас | Нет                                               | Нет |
| Аудитор штата                                      | 9 штатов: Монтана, Северная Каролина, Северная Дакота, Пенсильвания, Юта, Вермонт, Вашингтон, Западная Вирджиния, Гуам | Нет                            | 15 штатов: Алабама, Аризона, Делавэр, Индиана, Айова, Массачусетс, Миннесота, Монтана, Небраска, Нью-Мехико, Огайо, Оклахома, Южная Дакота, Вермонт, Вайоминг | 1 штат: Кентукки                                  | 9 штатов: Монтана, Северная Каролина, Северная Дакота, Пенсильвания, Юта, Вермонт, Вашингтон, Западная Вирджиния, Гуам |
| Суперинтендант государственного образования        | 4 штата: Монтана, Северная Каролина, Северная Дакота, Вашингтон | 1 штат: Висконсин              | 8 штатов: Аризона, Калифорния, Джорджия, Айдахо, Оклахома, Южная Каролина, Южная Дакота, Вайоминг | Нет                                               | 4 штата: Монтана, Северная Каролина, Северная Дакота, Вашингтон |
| Комиссионер по сельскому хозяйству                 | 2 штата: Северная Каролина, Западная Вирджиния | Нет                            | 7 штатов: Алабама, Флорида, Джорджия, Айдахо,Северная Дакота, Южная Каролина, Техас | 2 штата: Кентукки, Миссиссиппи                    | 2 штата: Северная Каролина, Западная Вирджиния |
| Страховой инспектор                                | 3 штата: Северная Каролина, Северная Дакота, Вашингтон | Нет                            | 5 штатов: Делавэр, Калифорния, Джорджия, Канзас, Оклахома | 2 штата: Луизиана, Миссиссиппи                    | 3 штата: Северная Каролина, Северная Дакота, Вашингтон |
| Другие члены комиссии и избранные должностные лица | 1 штат: Северная Каролина | Нет                            | 8 штатов: Аризона, Аризона, Джорджия, Нью-Мехико, Северная Дакота, Оклахома, Орегон, Техас | Нет                                               | 1 штат: Северная Каролина |
| Законодательные органы штатов                      | 44 штата, округ Колумбия, 5 территорий: Аляска, Арканзас, Аризона, Калифорния, Колорадо, Коннектикут, Делавэр, Флорида, Джорджия, Гавайи, Айдахо, Иллинойс, Индиана, Айова, Канзас, Кентукки, Мэн, Массачусетс, Мичиган, Миннесота, Небраска, Невада, Нью-Гэмпшир, Нью-Мехико, Нью-Йорк, Северная Каролина, Северная Дакота, Огайо, Оклахома, Орегон, Пенсильвания, Род-Айленд, Южная Каролина, Южная Дакота, Теннесси, Техас, Юта, Вермонт, Вашингтон, Западная Вирджиния, Висконсин, Вайоминг, округ Колумбия, Американское Самоа, Гуам, Северные Марианские Острова, Пуэрто-Рико, Виргинские острова | 2 штата: Вирджиния, Нью-Джерси | 44 штата, округ Колумбия, 5 территорий: Аляска, Арканзас, Аризона, Калифорния, Колорадо, Коннектикут, Делавэр, Флорида, Джорджия, Гавайи, Айдахо, Иллинойс, Индиана, Айова, Канзас, Кентукки, Мэн, Массачусетс, Мичиган, Миннесота, Небраска, Невада, Нью-Гэмпшир, Нью-Мехико, Нью-Йорк, Северная Каролина, Северная Дакота, Огайо, Оклахома, Орегон, Пенсильвания, Род-Айленд, Южная Каролина, Южная Дакота, Теннесси, Техас, Юта, Вермонт, Вашингтон, Западная Вирджиния, Висконсин, Вайоминг, округ Колумбия, Американское Самоа, Гуам, Северные Марианские Острова, Пуэрто-Рико, Виргинские острова | 4 штата: Луизиана, Миссури, Нью-Джерси, Вирджиния | 44 штата, округ Колумбия, 5 территорий: Аляска, Арканзас, Аризона, Калифорния, Колорадо, Коннектикут, Делавэр, Флорида, Джорджия, Гавайи, Айдахо, Иллинойс, Индиана, Айова, Канзас, Кентукки, Мэн, Массачусетс, Мичиган, Миннесота, Небраска, Невада, Нью-Гэмпшир, Нью-Мехико, Нью-Йорк, Северная Каролина, Северная Дакота, Огайо, Оклахома, Орегон, Пенсильвания, Род-Айленд, Южная Каролина, Южная Дакота, Теннесси, Техас, Юта, Вермонт, Вашингтон, Западная Вирджиния, Висконсин, Вайоминг, округ Колумбия, Американское Самоа, Гуам, Северные Марианские Острова, Пуэрто-Рико, Виргинские острова |
| Управление по делам образования в штате            | 8 штатов, округ Колумбия, 3 территории: Алабама, Колорадо, Канзас, Мичиган, Небраска, Огайо, Техас, Юта, округ Колумбия, Гуам, Северные Марианские Острова, Виргинские Острова | Нет                            | 8 штатов, округ Колумбия, 3 территории: Алабама, Колорадо, Канзас, Мичиган, Небраска, Огайо, Техас, Юта, округ Колумбия, Гуам, Северные Марианские Острова, Виргинские Острова | Нет                                               | 8 штатов, округ Колумбия, 3 территории: Алабама, Колорадо, Канзас, Мичиган, Небраска, Огайо, Техас, Юта, округ Колумбия, Гуам, Северные Марианские Острова, Виргинские Острова |
| Другие государственные, местные и этнические офисы | Варьируется | Варьируется                    | Варьируется | Варьируется                                       | Варьируется |